# Utilizzatori dell'Airbus A220

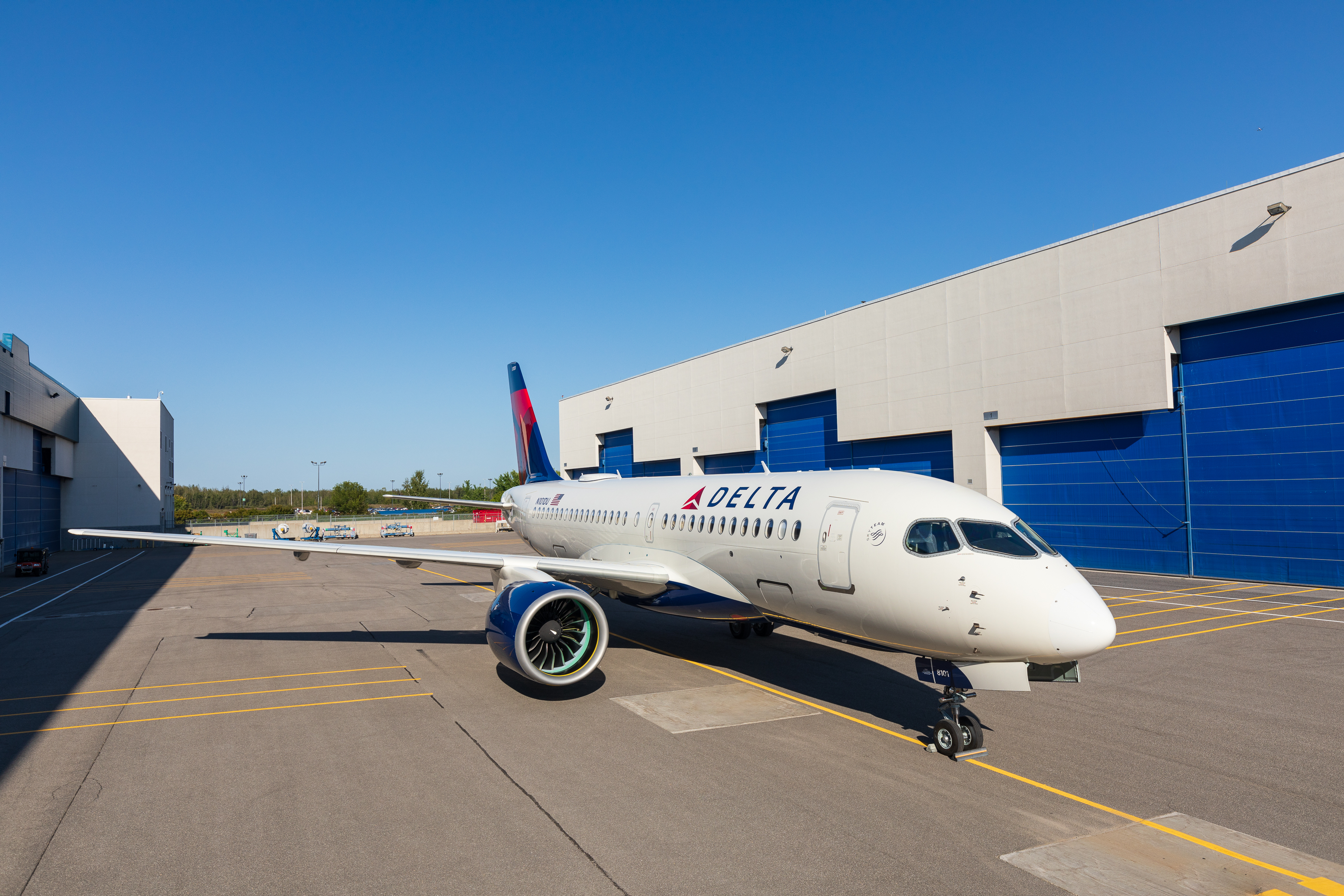
Un Airbus A220 di Delta Air Lines, l'utilizzatore principale di questo tipo di aereo.

L'Airbus A220, precedentemente conosciuto come Bombardier CSeries, è una famiglia di aeroplani di linea a fusoliera stretta (narrow-body) composta da due modelli: A220-100 e A220-300, in produzione da parte di Bombardier Aerospace. Il progetto fu annunciato nel 2004, mentre la progettazione e lo sviluppo sono cominciati nel 2008. Dal primo luglio 2018 l'aereo è commercializzato dall'azienda europea Airbus con il nome di A220.
Il progetto per un aereo di linea con oltre 100 posti, targato Bombardier, ha origine con il tentativo di acquisizione da parte di Bombardier della casa costruttrice olandese Fokker negli anni novanta, proprietaria dei modelli Fokker 100. Le trattative non hanno esito positivo e la Bombardier rinuncia all'acquisto nel 1996.
Il passo successivo fu il progetto Bombardier Regional Jet eXpansion (BRJX) mediante il piano di espansione del modello regionale Bombardier CRJ, con l'obiettivo di aumentare le dimensioni della fusoliera e potenziare i motori ponendoli sotto le ali. Un'ipotetica capacità fu stabilita fra gli 80 e i 120 passeggeri. Il progetto fu accantonato a favore del semplice allungamento del CRJ700 nel CRJ900.

## Ordini e consegne
Legenda tabella:
- ORD: Ordini.
- CON: Consegne.
- OPE: Esemplari operativi.

Note:
- dati aggiornati al gennaio 2024[1][2][3];
- il numero degli esemplari operativi è da considerarsi una stima più o meno accurata;
- alcuni utilizzatori hanno più aerei operativi che ordinati. Ciò è dovuto al fatto che le compagnie hanno comprato velivoli di seconda mano o hanno effettuato leasing, e questi non risultano come ufficiali nel conteggio degli ordini.

| Compagnia                     | Compagnia                       | A220-100 | A220-100 | A220-100 | A220-300 | A220-300 | A220-300 | TOTALE | TOTALE | TOTALE |
| Stato                         | Nome                            | ORD      | CON      | OPE      | ORD      | CON      | OPE      | ORD    | CON    | OPE    |
| ----------------------------- | ------------------------------- | -------- | -------- | -------- | -------- | -------- | -------- | ------ | ------ | ------ |
|                               | Aerei governativi/privati/altro | 9        | 3        | 3        | 2        |          |          | 11     | 3      | 3      |
| Francia (bandiera)            | Air Austral                     |          |          |          | 3        | 3        | 3        | 3      | 3      | 3      |
| Lettonia (bandiera)           | airBaltic                       |          |          |          | 80       | 46       | 46       | 80     | 46     | 46     |
| Canada (bandiera)             | Air Canada                      |          |          |          | 60       | 33       | 33       | 60     | 33     | 33     |
| Francia (bandiera)            | Air France                      |          |          |          | 60       | 32       | 32       | 60     | 32     | 32     |
| Stati Uniti (bandiera)        | Air Lease Corporation           | 9        | 2        |          | 66       | 13       |          | 75     | 15     |        |
| Kirghizistan (bandiera)       | Air Manas                       |          |          |          |          |          | 1        |        |        | 1      |
| Papua Nuova Guinea (bandiera) | Air Niugini                     | 6        |          |          |          |          |          | 6      |        |        |
| Senegal (bandiera)            | Air Senegal                     |          |          |          |          |          | 1        |        |        | 1      |
| Tanzania (bandiera)           | Air Tanzania                    |          |          |          | 4        | 4        | 4        | 4      | 4      | 4      |
| Vanuatu (bandiera)            | Air Vanuatu                     | 2        |          |          | 1        |          |          | 3      |        |        |
| Stati Uniti (bandiera)        | Aviation Capital Group          |          |          |          | 20       |          |          | 20     |        |        |
| Stati Uniti (bandiera)        | Azorra Aviation                 |          |          |          | 22       |          |          | 22     |        |        |
| Stati Uniti (bandiera)        | Breeze Airways                  |          |          |          | 80       | 20       | 20       | 80     | 20     | 20     |
| Bulgaria (bandiera)           | Bulgaria Air                    |          |          |          |          |          | 3        |        |        | 3      |
| Stati Uniti (bandiera)        | Carlyle Aviation Partners       |          |          |          | 1        | 1        |          | 1      | 1      |        |
| Cipro (bandiera)              | Cyprus Airways                  |          |          |          |          |          | 2        |        |        | 2      |
| Stati Uniti (bandiera)        | Delta Air Lines                 | 45       | 45       | 45       | 100      | 23       | 23       | 145    | 68     | 68     |
| Egitto (bandiera)             | EgyptAir                        |          |          |          | 12       | 12       | 12       | 12     | 12     | 12     |
| Irlanda (bandiera)            | Griffin Global Asset            |          |          |          | 6        |          |          | 6      |        |        |
| Russia (bandiera)             | GTLK                            |          |          |          | 6        | 6        |          | 6      | 6      |        |
| Nigeria (bandiera)            | Ibom Air                        |          |          |          | 10       | 1        | 1        | 10     | 1      | 1      |
| Russia (bandiera)             | Ilyushin Finance                |          |          |          | 14       |          |          | 14     |        |        |
| Iraq (bandiera)               | Iraqi Airways                   |          |          |          | 5        | 5        | 5        | 5      | 5      | 5      |
| Italia (bandiera)             | ITA Airways                     | 7        |          | 2        |          |          | 7        | 7      |        | 9      |
| Stati Uniti (bandiera)        | JetBlue Airways                 |          |          |          | 100      | 25       | 25       | 100    | 25     | 25     |
| Corea del Sud (bandiera)      | Korean Air                      |          |          |          | 10       | 10       | 10       | 10     | 10     | 10     |
| Germania (bandiera)           | Lufthansa                       |          |          |          | 40       |          |          | 40     |        |        |
| Irlanda (bandiera)            | Macquarie Aircraft Leasing      |          |          |          | 26       |          |          | 26     |        |        |
| Danimarca (bandiera)          | Nordic Aviation Capital         | 5        |          |          | 15       |          |          | 20     |        |        |
| Regno Unito (bandiera)        | Odyssey Airlines                | 10       |          |          |          |          |          | 10     |        |        |
| Australia (bandiera)          | Qantas                          |          |          |          | 29       | 2        | 2        | 29     | 2      | 2      |
| Svizzera (bandiera)           | Swiss International Air Lines   | 9        | 9        | 9        | 21       | 21       | 21       | 30     | 30     | 30     |
|                               | Non dichiarato                  |          |          |          | 19       |          | 6        | 19     |        | 6      |
| TOTALE                        | TOTALE                          | 102      | 59       | 59       | 812      | 257      | 257      | 914    | 316    | 316    |

## Timeline e grafico
|          |      | 2009 | 2010 | 2011 | 2012 | 2013 | 2014 | 2015 | 2016 | 2017 | 2018 | 2019 | 2020 | 2021 | 2022 | 2023 | 2024 | Totale |
| -------- | ---- | ---- | ---- | ---- | ---- | ---- | ---- | ---- | ---- | ---- | ---- | ---- | ---- | ---- | ---- | ---- | ---- | ------ |
| Ordini   | A220 | 50   | 40   | 43   | 15   | 34   | 65   | –    | 113  | 12   | 165  | 63   | 30   | 38   | 105  | 141  | –    | 914    |
| Consegne | A220 | –    | –    | –    | –    | –    | –    | –    | –    | 24   | 33   | 48   | 38   | 50   | 53   | 68   | 2    | 316    |

     Ordini
     Consegne

## Configurazioni di bordo
Legenda tabella:
- B: business class;
- E+: premium economy class;
- E: economy class.

| Compagnia aerea               | A220-100 | A220-100 | A220-100 | Totale posti | A220-300 | A220-300 | A220-300 | Totale posti |
| Compagnia aerea               | B        | E+       | E        | Totale posti | B        | E+       | E        | Totale posti |
| ----------------------------- | -------- | -------- | -------- | ------------ | -------- | -------- | -------- | ------------ |
| Air Austral                   | –        | –        | –        | –            | 12       | –        | 120      | 132          |
| airBaltic                     | –        | –        | –        | –            | –        | –        | 145      | 145          |
| Air Canada                    | –        | –        | –        | –            | 12       | –        | 125      | 137          |
| Air France                    | –        | –        | –        | –            | –        | –        | 148      | 148          |
| Air Manas                     | –        | –        | –        | –            | –        | –        | 145      | 145          |
| Air Senegal                   | –        | –        | –        | –            | 8        | –        | 125      | 133          |
| Air Tanzania                  | –        | –        | –        | –            | 12       | –        | 120      | 132          |
| Breeze Airways                | –        | –        | –        | –            | 36       | –        | 90       | 126          |
| Delta Air Lines               | 12       | 15       | 82       | 109          | 12       | 30       | 88       | 130          |
| EgyptAir                      | –        | –        | –        | –            | 15       | –        | 122      | 137          |
| Iraqi Airways                 | –        | –        | –        | –            | 12       | –        | 120      | 132          |
| ITA Airways                   | –        | –        | –        | –            | –        | –        | 148      | 148          |
| JetBlue Airways               | –        | –        | –        | –            | –        | 30       | 110      | 140          |
| Korean Air                    | –        | –        | –        | –            | –        | 25       | 105      | 130          |
| Swiss International Air Lines | 20       | –        | 105      | 125          | 30       | –        | 115      | 145          |